# Едуард Бернштајн
Едуард Бернштајн (Берлин, 6. јануар 1850 — Берлин, 18. децембар 1932), немачки социјалистички политичар и теоретичар. Као један од првих чланова немачке СПД, Бернштајн је постао водећи заступник ревизионизма, покушаја да се ортодоксни марксизам измени и модернизује. Под утицајем британског фабијанства и Кантове филозофије Бернштајн је пре свега развио емпиријску критику у којој се наглашавало одсуство класног рата и проглашавала могућност мирног преласка у социјализам. Ово је описано у књизи Еволуциони социјализам (1898). Напустио је СПД због тога што је био противник Првог светског рата али се касније у њу вратио. Сматра се за једног од оснивача модерне социјалдемократије.